# Crinitaria tatarica
Crinitaria tatarica là một loài thực vật có hoa trong họ Cúc. Loài này được (Less.) Czerep. mô tả khoa học đầu tiên năm 1981.